# Aklansk

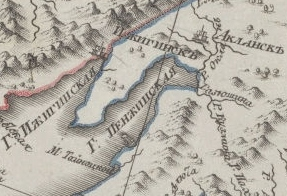
Aklansk (Акланск) auf einer Karte (um 1802)

Aklansk (russisch Акланский острог) war ein russischer Ostrog (eine befestigte Siedlung) am Fluss Aklan (auch Chajachla oder Oklan) in der Region Kamtschatka. 

## Gründung

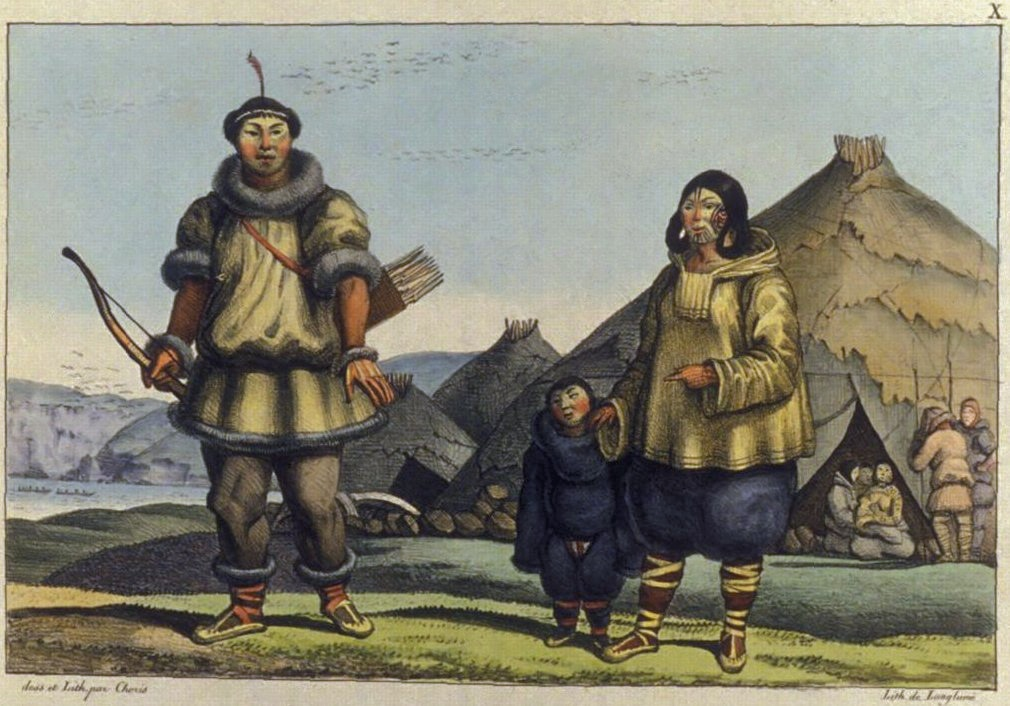
Darstellung einer tschuktschischen Familie von Ludwig Choris (1816)

Das Städtchen wurde von Wladimir Atlasow als Stützpunkt zur Eintreibung der Abgaben von indigenen Stämmen gegründet, wobei man sich auf die alten mongolischen Gesetze der Jassa berief. Aklansk war zunächst nicht viel mehr als ein mit Holz befestigter Weiler, der von den Tschuktschen und vor allem den Korjaken mehrmals niedergebrannt wurde. Der nächstgelegene Ort war der Ostrog Anadyrsk am Mittellauf des Anadyr. Um 1680 stand in Aklansk genau ein Blockhaus mit zwei Baracken, einer für gefangene Kosaken und einer für Geiseln, zumeist zahlungsunwillige Korjaken. Neben dem Haus befand sich eine Hütte zur Aufbewahrung von Zobelhäuten.

## Geschichte

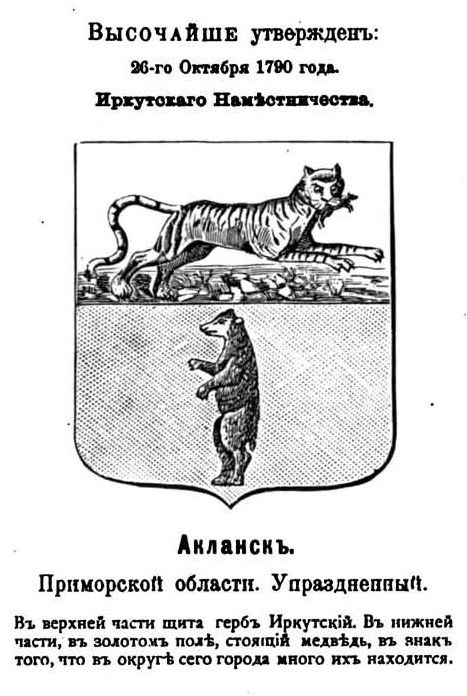
Wappen von Aklansk vom 26. Oktober 1790

1705 wurde der Ostrog von Korjaken belagert, aber entsetzt, da 1706 Hilfe aus Jakutsk eintraf. 1714 folgte die nächste Belagerung, die 1716 erfolglos endete. 1743 wurde an der Mündung des Flusses Aklan ein neuer quadratischer Ostrog mit einer Länge von 32 Metern (15 Saschen) auf jeder Seite und einer Höhe von 4 Metern (2 Saschen) durch eine von Ivan Jenisseisk angeführte Kosakenabteilung errichtet. Im Ostrog befanden sich der Sitz des Militärbefehlshabers, eine Kaserne, ein Lagerhaus für die Jassa-Abgaben und zwei Scheunen.
Von November 1745 bis März 1746 wurde der Ostrog erneut von Korjaken belagert, die sich jedoch zurückzogen. Nach einem weiteren Angriff waren nicht mehr genug Männer vorhanden, um das Fort noch zu verteidigen. Es kam zu einem Aufstand der Korjaken, bei dem viele Kosaken getötet und ihre Festungen in Asche gelegt wurden. 1751 nahm eine russische Truppe von 407 Männern aus Anadyrsk Rache und hinterließ Hunderte tote Korjaken. Nach einer Reihe von weiteren Scharmützeln ergaben sich die Korjaken 1757 endgültig, nachdem etwa die Hälfte ihrer Bevölkerung ausgelöscht worden war.
Um 1785 unternahmen Kosaken einen erneuten Versuch, eine geeignete Stelle für ein neues Fort am Fluss Penzjina zu finden, der jedoch blutig scheiterte. Ein Jahr später wurde auf Befehl des Kommandanten Reineken das Fort Aklansk am Fluss Aklan neu errichtet, und eine Reihe von Verwaltungsfunktionen wurden von Tigil aus hierher ausgelagert, wo sie zuvor seit 1782 vorübergehend untergebracht waren.
Im Jahr 1804 wurde jedoch die Oblast Kamtschatka gegründet, und die Verwaltungsfunktionen wurden in Nishne-Kamtschatsk konzentriert. Die Außenposten Gischiginsk und Aklansk wurden daher aufgegeben und die Befestigungen zerstört.